# Dragaljevac Gornji
Dragaljevac Gornji (en serbe cyrillique : Драгаљевац Горњи) est un village de Bosnie-Herzégovine. Il est situé sur le territoire de la ville de Bijeljina et dans la république serbe de Bosnie. Selon les premiers résultats du recensement bosnien de 2013, il compte 438 habitants.

## Géographie
Le village est situé sur les bords de la rivière Stupanj.

## Démographie

### Évolution historique de la population dans la localité
| 1948 | 1953 | 1961 | 1971 | 1981 | 1991 | 2013 |
| ---- | ---- | ---- | ---- | ---- | ---- | ---- |
| 672  | 717  | 706  | 716  | 651  | 603  | 438  |

|  |